# 昆特 (加利福尼亞州)
昆特（英語：Quintette）是位於美國加利福尼亞州埃爾多拉多縣的一個非建制地區。該地的面積和人口皆未知。

## 地理
昆特的座標為38°54′54″N 120°41′14″W / 38.91500°N 120.68722°W，而該地的平均海拔高度為1234米（即4049英尺）。